# تاریخ نگارش

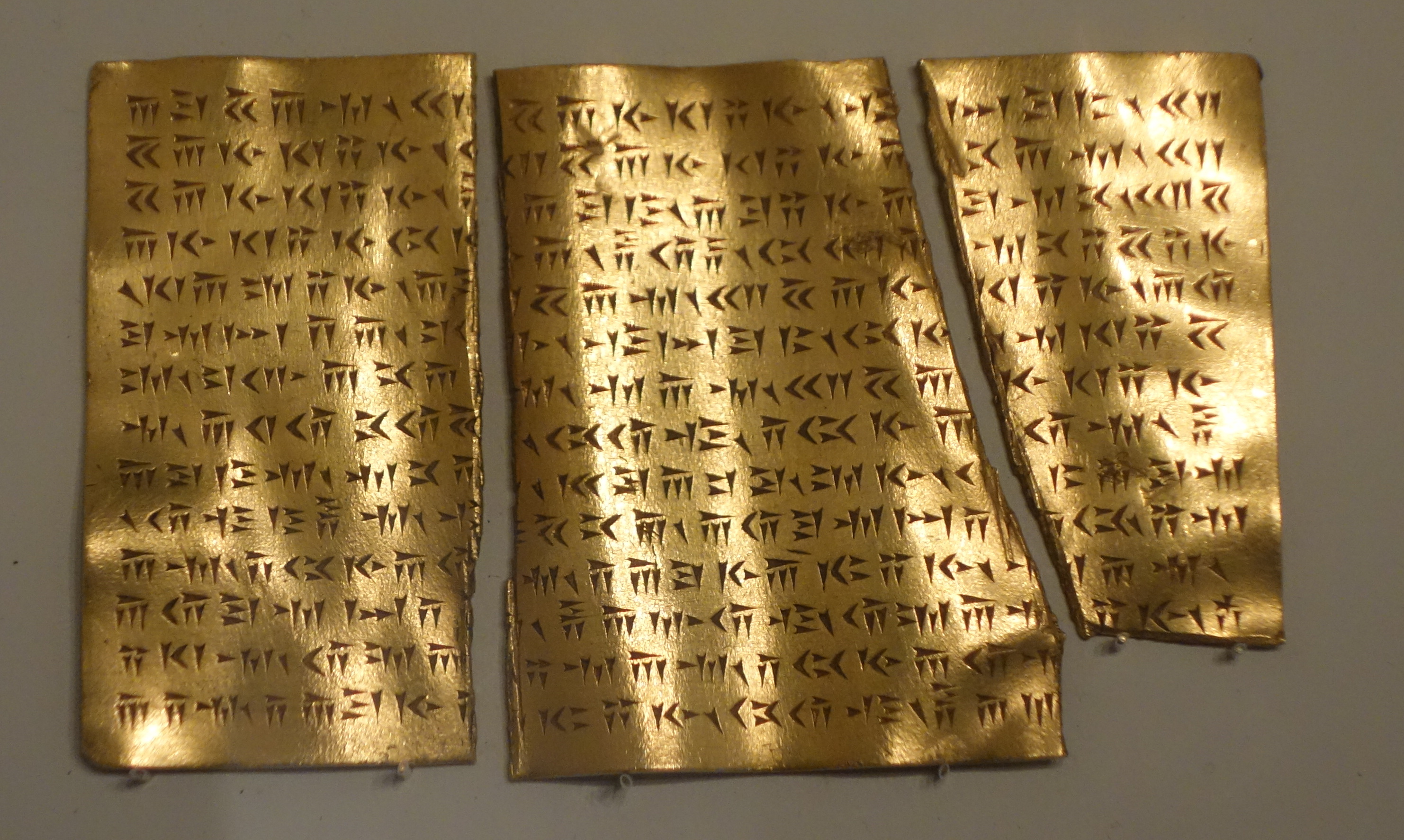
لوحه‌ای زرین منقوش به خط میخی فارسی باستان، موزه هنر سینسیناتی

تاریخ نگارش یا تاریخ خط بیانگر کهنترین پیشرفت‌ها در راه ثبت زبان با استفاده از حروف یا دیگر نشانه‌ها و بررسی این پیشرفت‌ها است. در اینجا منظور از خط سامانه نگارشی ابتدایی نیست، بلکه مجموعه‌ای از نمادهاست که در آنها واژگان، عبارات دستوری و وندها قابل تفکیک باشند. یکی از نخستین نمونه‌های خط نگارشی، خط میخی می‌باشد.
چنین پنداشته می‌شود که سامانه‌های نوشتاری در دو نقطه به شکل مستقل تکامل یافته باشند: میان‌رودان (سومریان در ۳۲۰۰ پیش از میلاد) و آمریکای میانه (۶۰۰ پیش از میلاد). خطوط بسیاری از آمریکای میانه شناسایی شده‌اند که کهن‌ترینشان در اولمک و ساپوتک در مکزیک بوده‌اند. جز این دربارهٔ استقلال تکامل خطوط چین باستان و مصر باستان اختلاف نظر هست. از این دو، حروف چینی به احتمال قوی مستقلاً ابداع شده‌اند، زیرا میان چین و میان‌رودان باستان ارتباطی وجود نداشته‌است.